# Alfonso de la Rosa
Alfonso de la Rosa Morena (Jaén, 29 de septiembre de 1953) es un militar español, teniente general, desde abril del 2011, actualmente director del Centro Superior de Estudios de la Defensa Nacional (CESEDEN).
Ingresó en el ejército de Tierra en 1971, con la XXX promoción de la Academia General Militar, siendo sus primeros destinos en unidades del arma de Caballería. Ha estado destinado en distintos cuarteles generales, entre ellos el Cuartel General de la OTAN en Mons (Bélgica) y las divisiones de Operaciones y de Planes y Estrategia del Estado Mayor de la Defensa (EMAD), incluso en su ciudad natal, Jaén, y en otros como, en el Estado Mayor del Ejército, en el Estado Mayor de las Fuerzas Rápidas Aliadas y en el Estado Mayor Conjunto. Tras ser coronel Jefe del Regimiento de Caballería Ligera Acorazada Numancia 9, fue ascendido al empleo de general de Brigada y nombrado director de la Escuela de Guerra del Ejército de Tierra y presidente del Consejo Asesor de Personal del Ejército de Tierra. De 2009 a 2011 fue jefe de la Escuela Superior de las Fuerzas Armadas (ESFAS). Entre los cursos realizados, destacan el Curso Avanzado del Arma Acorazada en EE. UU. y los de Estado Mayor en España y el Reino Unido.  

## Condecoraciones
Asimismo, ha sido distinguido con diversas condecoraciones nacionales e internacionales, como:
- Orden del Mérito del Ejército francés
- Gran Cruz al Mérito Militar.